# ガオの戦い (2013年)
ガオの戦い（ガオのたたかい）は、2013年1月26日から1月27日にかけてマリ共和国のガオ州ガオ圏ガオで、セルヴァル作戦中のマリ軍＝フランス軍の連合軍とイスラム原理主義武装勢力である西アフリカのタウヒードと聖戦運動（MUJAO）とのあいだで発生した戦闘である。ガオでは2012年にも攻防戦が生起している。
一連の戦闘は短期間で、マリ＝フランス連合軍が制圧するも、依然として戦闘状態が続いている。

## 第1次
ティエリー・ブルクハール大佐指揮下のフランス軍部隊本部付き報道担当によれば、1月25日夜半から26日にかけてMUJAOの戦闘員が防御していたニジェール川に架かる橋をフランス軍特殊部隊が攻撃し戦闘員達は逃走した。この攻撃でイスラム戦闘員は15人が死亡する。フランス軍は激しい衝突の後に橋を確保する。
ワバリア橋（fr:Pont de Wabaria）を制圧したマリ＝フランス連合軍は抵抗に会うこと事無くガオ国際空港を奪取する。空港からガオ市内まで約6km離れているが、即座には攻撃には移らなかった。1月26日の日中に先遣隊は後続部隊の到着を待ち、マリ軍350人とフランス軍第21海兵歩兵連隊戦闘団はガオ市へ向けて進撃を開始する。本部付き報道担当がこの時点で伝えた状況は、本格的な戦闘には突入しておらず散発的なものに留まっているとし、市街地に後退したイスラム戦闘員は我が方に向けて嫌がらせ発砲を試みていると述べる。また、1月24日にはニジェール国内に待機中のチャド＝ニジェール連合軍1,500人の北上に備え、ガオ市の南約80㎞にあるアンソンゴ（fr:Ansongo）のイスラム反乱軍拠点に対しにフランス軍機が空爆を仕掛けている。
26日夜半から27日未明にかけてガオ市北方を退却中のMUJAO戦闘員達をティーガー攻撃ヘリコプターが攻撃し10人を殺害し、ピックアップトラック2台を破壊している
マリ軍の消息筋によると、市内を制圧したマリ＝フランス軍将兵はガオ市民から喝采を受け、州内にあるいくつかの村々も確保される。これに対しMUJAOは「新しい紛争地」を形成する意図を伝え、MUJAOは輸送隊の攻撃を宣言し、少数ながら地雷を敷設して自殺攻撃要員を送り込んで「フランスとアフリカ諸国軍に対する攻撃を増加」させる。2月10日、キダル＝ブレム（fr:Bourem）間の道が封鎖される。

## 第2次
2月初め、依然としてMUJAO戦闘員はガオ州内に踏みとどまりマリ＝フランス連合軍との間で戦闘が継続している。2月5日にイスラム戦闘員はロケット弾でフランス・マリ連合軍の拠点に対して攻撃を加える。。翌日、マリ人一般市民4人（もしくは兵士）がガオ＝ドゥエンツァ間で地雷に触雷し死亡する。2月8日、ガオの検問所でオートバイに乗ったトゥアレグ人男性が自爆攻撃を敢行し兵士1人が負傷する。最初の自爆攻撃の翌日朝、ガオ市内入り口にてベルトに爆弾を巻きつけた若いアラブ人とトゥアレグ人男性2人を逮捕する。
2月9日夜から10日未明、ガオ市北の検問所で新たな自爆攻撃が敢行されたが死傷者はでなかった。区域は第2海兵歩兵連隊第1中隊の兵士達によって確保されており、数時間後にMAJAOのコマンドーがガオ市中心部に浸透しマリ軍駐屯地で戦闘が発生した。
イスラム戦闘員はニジェール川からボートに乗って渡河し、また他にはオートバイに乗って攻撃してきた。最初の戦闘は警察本部に対して実施される。同日午後にはマリ軍、ニジェール軍とフランス軍は市街中心部の支配権を取り戻したが、戦闘はいくつかの地区で継続する。
戦闘はかつてイスラム武装勢力が「警察署」として利用していた警察本部前で始まる。市内に浸透したイスラム戦闘員は警察本部を占拠し防備を固め、マリ軍は反撃に転じ一斉射撃を開始するとイスラム戦闘員は周囲の建物に、他のイスラム戦闘員隠れて銃撃する。その後フランス軍は増援として到着する。午後半ばには警察本部前での戦いは収まるも、その後は市庁舎周辺に戦闘の焦点は移る。マリ軍中佐ママドゥ・サナケ（Mamadou Sanake）によると「イスラム戦闘員の多くは殺害され、町に浸透したイスラム武装勢力は大きく減らした」とされる。
ガオ市内にいた900人規模のフランス軍部隊は午後終わり頃に介入する。装甲車の車列はシャリーア広場もしくは独立広場で孤立したジャーナリスト10人を避難させるために派遣される。
戦闘は夕暮れとともに小康状態になる。翌日朝0500時、フランス軍の戦闘ヘリコプターが警察本部を空爆し破壊する。
この奇襲攻撃後、マリ軍はイスラム戦闘員を掃討するためガオ市内で戸別捜索を実施する。

### 損失（第2次）
マリ軍士官よると一連の戦闘でイスラム戦闘員2人と民間人3人が死亡し、マリ軍兵士2人も軽傷を負った。
ヤモウッサ・カマラ（Yamoussa Camara）国防・退役軍人大臣によればマリ軍兵士数人が負傷し、イスラム戦闘員3人が死亡、11人が拘束される。またガオ市の医師ノレイエ・ジティイ（Noulaye Djiteyi）によれば、イスラム戦闘員の銃撃により民間人3人が死亡、他に11人が負傷する。

## 第3次
2度目の戦いから10日後にMUJAO戦闘員が侵入し再び市内は戦闘状態に陥る。2月20日夜に戦闘は始まり一晩中続く。銃撃戦はイスラム過激派戦闘員達とフランス軍ヘリコプターに支援されたマリ＝ニジェール連合軍との間で繰り広げられる。戦闘は市内の第4地区、市内北部および市庁舎周辺の中心街で行わる。
夜間、イスラム過激派戦闘員達はカヌーを使ってニジェール川を横断し市内中心街に侵入する。そしてイスラム戦闘員達は市庁舎を占拠する。衝突は市庁舎や裁判所だけでなく街の南と北の入り口付近でも発生した。
MUJAOスポークスマンであるアブー・アワリド・サーラウイ（Abu Walid Sahraoui）がAFP通信に語ったところによれば「我が軍は攻撃を命じられた。敵が強力であるならば、ガオが解放されるまで何度でも実行するつもりだ」としている。彼は襲撃者の数を明示しなかったが、マリ軍の評価によれば約40人規模であると推定しており、フランス側では約30人としている。
翌日朝0700時、イスラム戦闘員達は独立広場へ向かい、ガソリンスタンドの他に裁判所を燃やし、火は広がり中央市場の屋台まで延焼している。
この事態に対しマリ軍のダッコ中佐は憲兵隊と国家警備隊から成る部隊を介入させる。
MUJAO戦闘員は市庁舎や近隣の建物に隠れ、そこの屋根の上や窓の配置され防備を固める。一方、マリ軍兵士の幾人かは狙撃銃を備えていた。朝0300時、マリ軍はイスラム戦闘員が立てこもる場所を包囲して重機関銃やRPG、手榴弾で攻撃する。正午頃、マリ軍は装甲車を市庁舎の壁に到達させる。マリ軍はガオ国際空港に駐屯していた第92歩兵連隊の将兵200人の増強を受ける。フランス軍は3台のVAB装輪装甲車、2台VBCI装輪歩兵戦闘車を装備する小隊から成る第2戦闘群とガゼル戦闘ヘリコプター2機から成る航空機動群による緊急展開部隊を派遣する。この部隊は第2戦闘群を指揮するベアー大佐（Bert）によって指揮される。
フランス軍は市庁舎付近に配置され、航空機動群のHOT対戦車ミサイル装備ガゼル戦闘ヘリコプターの支援下で、VBCI装輪歩兵戦闘車が装備する25mm機関砲、ERYX対戦車ミサイル、AT4携行対戦車弾など全火器で銃撃する。
トゥアレグのガモウ大佐（Gamou）指揮下の小型カチューシャ・ロケット砲は増援に訪れ、対岸に展開して砲撃する。緊急展開部隊はガオ州議会のテラスや裁判所に配置される。
合計8時間にわたる戦闘で、マリ＝フランス連合軍は市庁舎のイスラム戦闘員を包囲した。マリ軍は重機関銃を備えたピックアップトラック6台を展開させる。
市中心部での戦闘に伴い、ニジェール軍兵士によって守備される市北部の検問所にたいしてイスラム戦闘員が襲撃を加える。これにガゼル戦闘ヘリコプター支援下で第2戦闘群のVBCI装輪歩兵戦闘車装備の中隊が介入する。
午後遅くに平穏を取り戻しフランス軍はガオ国際空港に帰投する。市庁舎はフランス軍ヘリコプターに空爆され、イスラム戦闘員は市庁舎から排除される。市内の状況は落ち着きを取り戻しつつあったが、22日午前中は散発的に銃声が聞こえていた。幾人かの過激派側の狙撃手は中央市場の屋根や市内各所に分散して待ち伏せする。襲撃者が持ち込んだ爆発物は鹵獲され、次第に市内の通りは確保される。